# Blahowischtschenka (Schtschastja)
Blahowischtschenka (ukrainisch Благовіщенка; russisch Благовещенка/Blagoweschtschenka) ist ein Dorf im Osten der ukrainischen Oblast Luhansk mit etwa 1000 Einwohnern.
Das 1929 gegründete Dorf liegt am linken Ufer der Powna (Повна, russisch Polnaja) und grenzt wegen seiner Lage in einem Landstreifen innerhalb des russischen Territoriums im Norden, Osten und Westen an die russische Oblast Rostow (Rajon Millerowo). Die ehemalige Rajonshauptstadt Stanyzja Luhanska liegt 49 Kilometer südwestlich, die Oblasthauptstadt Luhansk ist 63 Kilometer südwestlich gelegen.
Am 12. Juni 2020 wurde das Dorf ein Teil der neugegründeten Landgemeinde Schyrokyj bis dahin war es ein Teil der Landratsgemeinde Talowe im Osten des Rajons Stanytschno-Luhanske.
Seit dem 17. Juli 2020 ist sie ein Teil des Rajons Schtschastja.